# Lothar Weinmiller
Lothar Maria Weinmiller (* 25. Februar 1897 in Schrobenhausen; † 24. November 1941 in Artemowsk im Donezbecken) war ein deutscher Geflügelzucht-Wissenschaftler.

## Leben
Nach dem Ersten Weltkrieg studierte Lothar Weinmiller Landwirtschaft an der Technischen Hochschule München und der Landwirtschaftlichen Hochschule Berlin. 1919 wurde er Mitglied des Corps Agronomia München und 1921 des Corps Saxonia an der Landwirtschaftlichen Hochschule Berlin. Nach Abschluss des Studiums und Promotion zum Dr. phil. wurde er zunächst Landwirtschaftsrat und später Vorstand der Kreisgeflügelzuchtanstalt in Erding. Zudem lehrte er als Dozent Geflügelzucht an der Technischen Hochschule München. Weinmiller war ein international anerkannter Fachmann der Geflügelzucht. 1929 gehörte er der deutschen Studienkommission über den Stand der Geflügelzucht in den Vereinigten Staaten und Kanada an. Er war Mitglied im Council der World’s Poultry Science Association (WPSA). 1941 starb er als Hauptmann im Donezbecken.

## Schriften
- Geflügelhaltung als landwirtschaftlicher Nebenbetrieb, 1926, 2. neubearbeitete Auflage 1929, 3. neubearbeitete Auflage 1930
- Amerikanische Geflügelzucht: Bericht der deutschen Studienkommission über den Stand der Geflügelzucht in den Vereinigten Staaten und Canada, 1929 (zusammen mit Fritz Pfenningstorff und Richard Robert Römer)
- Kunstbrut-Versuche durchgeführt an der Kreisgeflügelzuchtanstalt für Oberbayern, 1930
- Aufzucht und Ernährung der Hühner, 1930
- 10 Jahre Bayerische Leistungsprüfung für Hühnerstämme, 1936
- Züchtungslehre für Geflügelzüchter, 1937
- Keimgetreide als Geflügelfutter, 1937
- Deutschlands anerkannte Nutzhühnerrassen, 1937
- Die Beurteilung des Geflügels, 1938
- Molkenkleie als Ersatz für die Milchtränke in der Geflügelfütterung, 1938 (zusammen mit K. Mantel)
- Fütterungsversuch mit Verwendung von Futterzucker, 1938 (zusammen mit K. Mantel)
- Untersuchungen über Futterwert und Nährstoffbedarf von Hühnerweiden, 1940
- Körnereinsparung im Geflügelfutter, 1940
- Bestmögliche Ausnützung vorhandener Nährstoffe durch verschiedene Fütterungstechnik, 1941
- Brut und Aufzucht von Geflügel, Band 4 der Geflügelzucht-Bücherei